# جيمي جونسون (لاعب كرة قدم أمريكية)
جيمي جونسون (بالإنجليزية: Jimmie Johnson)‏ هو لاعب كرة قدم أمريكية أمريكي، ولد في 6 أكتوبر 1966 في أوغستا في الولايات المتحدة.

## وصلات خارجية
- جيمي جونسون على موقع مرجع كرة القدم المحترفة.كوم (الإنجليزية)